# Szeberényi János Mihály
Ifjabb Szeberényi János Mihály (Selmecbánya, 1826. február 16. – Bécs, 1915. január 19.) evangélikus teológiai tanár, Szeberényi János püspök fia, Szeberényi Gusztáv öccse, Szeberényi Andor unokatestvére.

## Élete
A gimnáziumot szülőföldjén, a teológiai tanfolyamot Eperjesen végezte, ahonnét külföldre ment és 1845. október 13-án a jénai egyetemre iratkozott be. Miután itt másfél évet, Berlinben pedig félévet töltött, visszatért és két évi nevelősködés után 1849. novemberben börzsönyi, 1853-ban egyházasmaróti, 1857-ben selmecbányai lelkész lett. E minőségében sok érdemet szerzett az ottani gimnázium ügyeinek rendezésében. A pátens mellett erősen buzgólkodott, minek következtében elhagyva selmecbányai állását, tábori pap lett Bécsben, ahol 1863-ban egyszersmind teológiai tanárrá nevezték ki, 1867-ben pedig protestáns katonai szuperintendensi címet kapott. Később nyugalomba vonult. A Slovenska Matica választott tagja volt.
Cikkei az egyházi lapokban és folyóiratokban vannak.
Nevét Szeberinyinek is írta.

## Művei
- Beköszöntő beszéd Selmeczbányán. Selmeczbánya, 1857. (szlovákul).
- Beiktató beszéd, mellyet... Grésza Ede úrnak a lévai evangy. egyházba való beiktatása napján 1857. exaudi vasárnapján tartott. Uo. 1857.
- Eszmetöredékek a magyarhoni protestantismus jelen stadiumán. Pest, 1857.
- Predigt, gehalten am 30. Oct. 1859., als am Reformationsfeste. Uo.
- Kibúcsuzó beszéd Selmeczbányáról. Uo. 1860. (Tótul).
- A császár, király és a ref. vallás, vagyis: Boldogházy István falusi jegyző és fia közti levelezés az 1859. szept. 1. kelt cs. k. nyilt parancsra vonatkozólag. Pest, 1860.
- Figyelmeztetésül! Bécs, ápr. 2. 1861. (Az 1861. országgyűlés egybehívása alkalmából a haza bocsájtott katonáknak osztatott ezen lelkes beszéd).
- Der Pseudo-Protestantismus auf kirchenrechtlichem Gebiete. Wien, 1865.
- A két prot. hitfelekezet foederatiója a cs. és kir. hadseregben. Nyílt levél a magyarhoni ref. és ág. superintendentiákhoz. Uo. 1869.
- Evangelisch-christliche Religionslehre für die k. k. Militär-Unterrichtschulen. Uo. 1884.
- Evangelisch-christliche Vorträge über Glauben und Geschichte des Christentumes. Uo. 1886.